# シャフハウゼン
シャフハウゼン（Schaffhausen）は、スイスのシャフハウゼン州にある基礎自治体 (アインヴォーナー・ゲマインデ)  で同州の州都。ドイツ語圏である。かつて日本の有島武郎がこの街を「静寂古雅の町」と表現した。

## 歴史

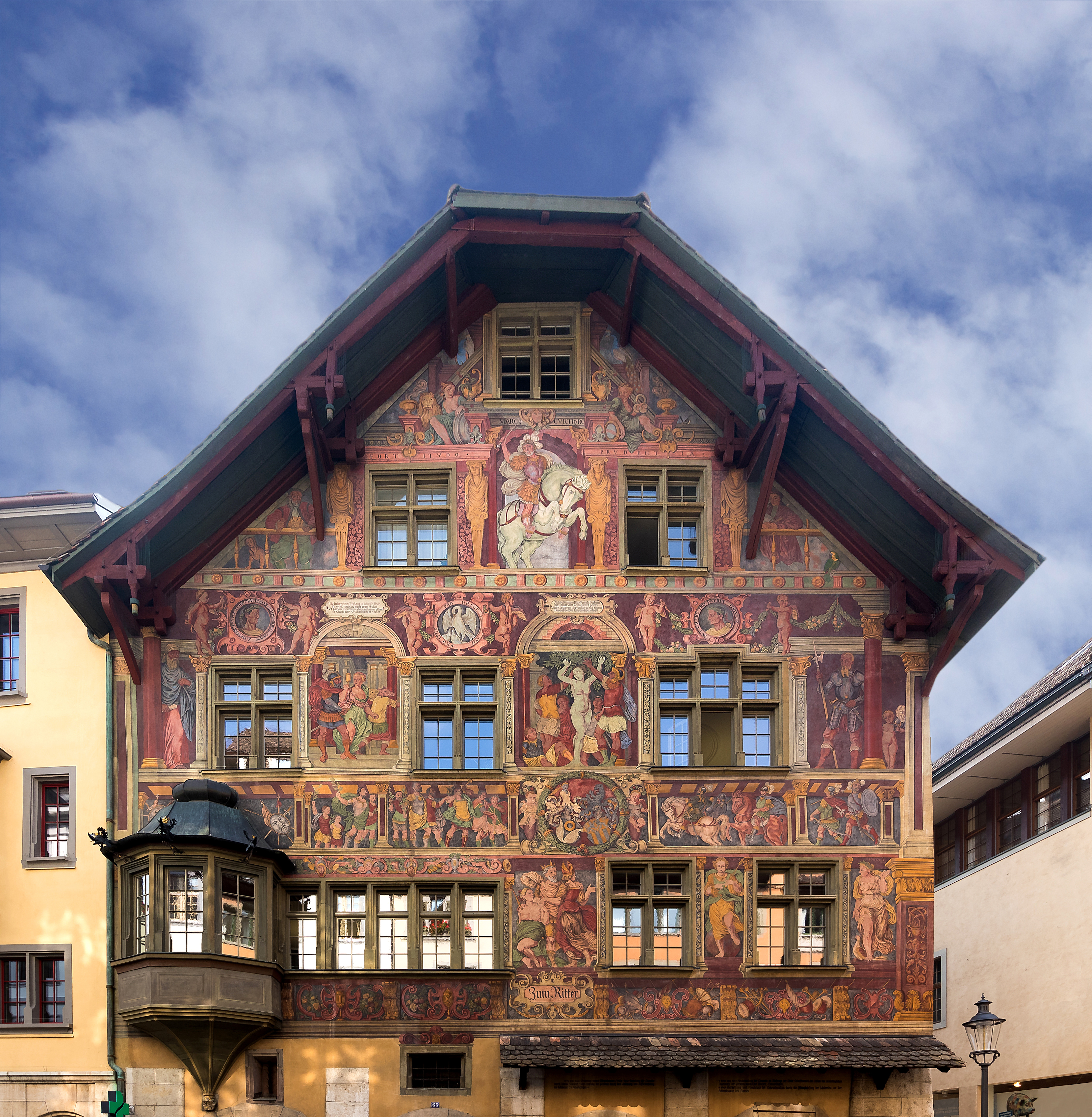
「騎士の館」

11世紀に建てられた修道院が街の起源である。13世紀前半、帝国都市としての地位を認められた。街の近郊に「ラインの滝」があって水路での輸送が一旦困難になるため、中世より荷揚げの街として繁栄した。14世紀前半より100年間ほどハプスブルク家の支配下に入ったが、再び独立を回復した。1501年、街はスイス盟約者団に加盟し、ハプスブルク家の圧力と対峙した。18世紀末、都市国家としての独立が失われ、完全にスイス連邦に組み込まれることになる。
19世紀に入ると、時計職人のハインリヒ・モーザーが水力発電所を建設し、時計製造など工業発展の契機となった。
ライン川の北岸に位置するため、第二次世界大戦時にはドイツ領と誤解したアメリカ軍の空爆を受け、多くの被害を受けた。

## 地勢・産業
ライン川沿いに位置する。郊外のノイハウゼンにあるライン滝は観光名所としても知られている。近隣の都市としては、約15キロ東のシュタイン・アム・ライン、35キロ南のチューリヒなどが挙げられる。ドイツのバーデン＝ヴュルテンベルク州に近く、最も近い場所では約3キロほどで国境線へと達する。
工業が盛んであり、とりわけ著名な老舗時計メーカーであるインターナショナル・ウォッチ・カンパニー（IWC）の所在地として名高い。

## 出身人物
- ロベルト・ディ・マッテオ：サッカー選手
- アミル・サイピ : サッカー選手